# Yasuoka
Yasuoka (泰阜村?) è un villaggio giapponese della prefettura di Nagano.